# This Is a Velvet Underground Song That I'd Like to Sing
This Is a Velvet Underground Song That I'd Like to Sing je studiové album Rodolphe Burgera a obsahuje přejaté skladby od The Velvet Underground. Obsahuje skladby z prvních čtyř alb skupin a dvě jeho vlastní. Album vyšlo v únoru 2012.

## Seznam skladeb
| Pořadí | Název                         | Autor                                            | Délka |
| ------ | ----------------------------- | ------------------------------------------------ | ----- |
| 1.     | Intro                         |                                                  | 1:04  |
| 2.     | Waiting for My Man            | Lou Reed                                         | 7:21  |
| 3.     | Rock'n' Roll                  | Reed                                             | 4:59  |
| 4.     | Sunday Morning                | Reed, John Cale                                  | 4:11  |
| 5.     | All Tomorrow's Parties        | Reed                                             | 6:50  |
| 6.     | Stephanie Says                | Reed                                             | 3:15  |
| 7.     | Sweet Jane                    | Reed                                             | 5:23  |
| 8.     | Venus in Furs                 | Reed                                             | 6:05  |
| 9.     | The Gift                      | Reed, Cale, Sterling Morrison, Maureen Tuckerová | 8:27  |
| 10.    | After Hours                   | Reed                                             | 2:25  |
| 11.    | Sister Ray                    | Reed, Cale, Morrison, Tucker                     | 4:02  |
| 12.    | Das Lied vom einsamen Mädchen | Robert Gilbert, Werner Richard Heymann           | 5:57  |